# Muara Selaya
Muara Selaya is een bestuurslaag in het regentschap Kampar van de provincie Riau, Indonesië. Muara Selaya telt 614 inwoners (volkstelling 2010).